# Dore Holm
Pour les articles homonymes, voir Dore et Holm.
Dore Holm est un îlot des Shetland situé à environ cinq-cents mètres de la côte sud de la péninsule d'Esha Ness (en), en Écosse. 

## Toponymie
Le nom de l'îlot est composé de Dore, vraisemblablement dérivé du vieux norrois dyrr signifiant « porte », et de Holm, dérivé du vieux norrois holmr signifiant « île, îlot ».

## Géographie
Il s'agit d'un îlot rocheux possédant une arche naturelle de près de 25 m de hauteur. Son point culminant est à 36 mètres (33,1 mètres selon l'Ordnance Survey). 